# Samoa en la Copa de las Naciones de la OFC 2024
La selección de Samoa fue uno de los ocho equipos participantes de la Copa de las Naciones de la OFC 2024, realizada en Fiyi y Vanuatu entre el 15 y el 30 de junio. Clasificó luego de superar a las Islas Cook y Tonga en el torneo clasificatorio. Fue la tercera participación del elenco samoano en el evento.
Fue emparejada en el Grupo B junto con Fiyi, Tahití y Papúa Nueva Guinea.
Al ser derrotados en sus tres encuentros, quedaron eliminados en primera ronda.

## Clasificación
El elenco samoano, como representante de uno de los cuatro países más pequeños de la OFC, debió disputar la fase de clasificación junto con las Islas Cook y Tonga. Los partidos se llevaron a cabo del 20 al 26 de marzo del 2024 en Tonga.
| Equipo     | Pts | PJ | PG | PE | PP | GF | GC | Dif. |
| ---------- | --- | -- | -- | -- | -- | -- | -- | ---- |
| Samoa      | 6   | 2  | 2  | 0  | 0  | 5  | 1  | 4    |
| Islas Cook | 3   | 2  | 1  | 0  | 1  | 1  | 1  | 0    |
| Tonga (A)  | 0   | 2  | 0  | 0  | 2  | 1  | 5  | -4   |

| 20 de marzo de 2024 | Tonga      | 1:4 (0:2) | Samoa                                                 | Teufaiva Sport Stadium, Nukuʻalofa                    |                                                       |
| 14:00 (UTC+13)      | Kite 90+5' | Reporte   | - Tumua 11' (pen.) - Viliamu 45+1', 60' - Stowers 89' | Asistencia: 500 espectadores Árbitro(s): Luke Gardner | Asistencia: 500 espectadores Árbitro(s): Luke Gardner |

| 23 de marzo de 2024 | Samoa       | 1:0 (0:0) | Islas Cook | Teufaiva Sport Stadium, Nukuʻalofa                 |                                                    |
| 11:00 (UTC+13)      | Taualai 88' | Reporte   |            | Asistencia: 300 espectadores Árbitro(s): Pari Oito | Asistencia: 300 espectadores Árbitro(s): Pari Oito |

## Enfrentamientos previos
| Fecha                   | Lugar   |               |                          | Resultado  |                               |                 |
| ----------------------- | ------- | ------------- | ------------------------ | ---------- | ----------------------------- | --------------- |
| 16 de noviembre de 2023 | Honiara | Islas Salomón | Bandera de Islas Salomón | 1:0 (0:0)  | Bandera de Samoa              | Samoa           |
| 19 de noviembre de 2023 | Honiara | Samoa         | Bandera de Samoa         | 10:0 (4:0) | Bandera de Samoa Americana    | Samoa Americana |
| 27 de noviembre de 2023 | Honiara | Samoa         | Bandera de Samoa         | 1:2 (1:0)  | Bandera de Polinesia Francesa | Tahití          |

## Jugadores
Ryan Stewart entregó la lista definitiva el 11 de junio.
Datos correspondientes al día de inicio del torneo
| #  | Nombre               | Posición         | Edad | PJ Sel | Club                         |
| -- | -------------------- | ---------------- | ---- | ------ | ---------------------------- |
| 1  | Joel Bartley         | Arquero          | 19   | 3      | Sidney United 58             |
| 2  | Luke Tolo Kent       | Defensor         | 21   | 3      | Miramar Rangers              |
| 3  | Luke Salisbury       | Defensor         | 19   | 3      | Roslyn Wakari                |
| 4  | Taine Wilson         | Defensor         | 19   | 3      | Nelson Suburbs               |
| 5  | Kaleb De Groot-Green | Defensor         | 22   | 3      | Christchurch United          |
| 6  | Andrew Setefano      | Defensor         | 36   | 18     | Lupe ole Soaga               |
| 7  | Darcy Knight         | Delantero        | 24   | 0      | Onehunga Mangere United      |
| 8  | Jarvis Vaai          | Mediocampista    | 21   | 2      | Lupe ole Soaga               |
| 9  | Pharrell Trainor     | Delantero        | 17   | 3      | Viktoria 06 Griesheim        |
| 10 | Greg Siamoa          | Delantero        | 20   | 0      | Green Gully SC               |
| 11 | Juan Gobbi           | Delantero        | 18   | 0      | Sydney Olympic               |
| 12 | Harry Chote          | Defensor         | 24   | 0      | Miramar Rangers              |
| 13 | Jesse Vine           | Mediocampista    | 21   | 0      | Kemps Creek United           |
| 14 | Dauntae Mariner      | Mediocampista    | 24   | 3      | Nelson Suburbs               |
| 15 | Niko Steinmetz       | Defensor         | 24   | 0      | Western Springs              |
| 16 | Caleb Hilbron        | Delantero        | 31   | 0      | Island Bay United            |
| 17 | Faiti Hamilton-Pama  | Defensor         | 31   | 6      | Western Springs              |
| 18 | Michael Leo          | Mediocampista    | 21   | 3      | Lupe ole Soaga               |
| 19 | Alex Malauulu        | Mediocampista    | 18   | 0      | Atlético San Jorge           |
| 20 | Dilo Tumua           | Delantero        | 24   | 3      | Vaivase-Tai                  |
| 21 | Kyah Cahill          | Delantero        | 21   | 0      | Sin club                     |
| 22 | Kirk Auvele          | Arquero          | 18   | 0      | Vaivase-Tai                  |
| 23 | Paul Taupau          | Arquero          | 21   | 0      | Franklin United              |
| DT | Ryan Stewart         | Director técnico | 39   | -      | Bandera de Irlanda del Norte |

## Participación

### Primera fase
| Equipo             | Pts | PJ | PG | PE | PP | GF | GC | Dif. |
| ------------------ | --- | -- | -- | -- | -- | -- | -- | ---- |
| Fiyi (A)           | 9   | 3  | 3  | 0  | 0  | 15 | 2  | 13   |
| Tahití             | 4   | 3  | 1  | 1  | 1  | 3  | 2  | 1    |
| Papúa Nueva Guinea | 4   | 3  | 1  | 1  | 1  | 4  | 7  | −3   |
| Samoa              | 0   | 3  | 0  | 0  | 3  | 2  | 13 | −11  |

| 23         | Guardameta     | François Decoret |     |
| 8          | Defensa        | Eddy Kaspard     |     |
| 3          | Defensa        | Matatia Paama    |     |
| 17         | Defensa        | Teva Lossec      |     |
| 7          | Defensa        | Kevin Barbe      |     |
| 9          | Centrocampista | Tauhiti Keck     |     |
| 6          | Centrocampista | Terai Bremond    | 55' |
| 19         | Centrocampista | Ariiura Labaste  | 2'  |
| 18         | Centrocampista | Manuarii Shan    |     |
| 10         | Delantero      | Teaonui Tehau    |     |
| 21         | Delantero      | Matéo Degrumelle | 69' |
| Entrenador | Entrenador     | Samuel Garcia    |     |

| 1          | Guardameta     | Joel Bartley         |     |
| 4          | Defensa        | Taine Wilson         | 59' |
| 2          | Defensa        | Luke Tolo Kent       |     |
| 6          | Defensa        | Andrew Setefano      |     |
| 5          | Defensa        | Kaleb De Groot-Green |     |
| 3          | Defensa        | Luke Salisbury       | 59' |
| 14         | Centrocampista | Dauntae Mariner      |     |
| 12         | Centrocampista | Harry Chote          |     |
| 15         | Centrocampista | Niko Steinmetz       | 82' |
| 10         | Delantero      | Greg Siamoa          | 45' |
| 9          | Delantero      | Pharrell Trainor     | 59' |
| Entrenador | Entrenador     | Ryan Stewart         |     |

| 13 | Centrocampista | Franck Papaura | 2'  |
| 5  | Defensa        | Rainui Aroita  | 55' |
| 4  | Defensa        | Haumau Tanetoa | 69' |

| 18 | Centrocampista | Michael Leo         | 45' |
| 8  | Centrocampista | Jarvis Vaai         | 59' |
| 11 | Delantero      | Juan Gobbi          | 59' |
| 17 | Defensa        | Faiti Hamilton-Pama | 59' |
| 19 | Centrocampista | Alex Malauulu       | 82' |

| Anotado | 4'  | Matéo Degrumelle | 1 - 0 |
| Anotado | 28' | Teaonui Tehau    | 2 - 0 |

| Amonestado | 33' | Kevin Barbe     |
| Amonestado | 45' | Ariiura Labaste |
| Amonestado | 57' | Eddy Kaspard    |

| Amonestado | 25' | Taine Wilson |

| Árbitro             | Ben Auwkai       |
| Árbitros asistentes | Bernard Mutukera |
|                     | Jeffery Solodia  |
| Cuarto árbitro      | Shama Maemae     |

| 23         | Guardameta     | François Decoret |     |
| 8          | Defensa        | Eddy Kaspard     |     |
| 3          | Defensa        | Matatia Paama    |     |
| 17         | Defensa        | Teva Lossec      |     |
| 7          | Defensa        | Kevin Barbe      |     |
| 9          | Centrocampista | Tauhiti Keck     |     |
| 6          | Centrocampista | Terai Bremond    | 55' |
| 19         | Centrocampista | Ariiura Labaste  | 2'  |
| 18         | Centrocampista | Manuarii Shan    |     |
| 10         | Delantero      | Teaonui Tehau    |     |
| 21         | Delantero      | Matéo Degrumelle | 69' |
| Entrenador | Entrenador     | Samuel Garcia    |     |

| 1          | Guardameta     | Joel Bartley         |     |
| 4          | Defensa        | Taine Wilson         | 59' |
| 2          | Defensa        | Luke Tolo Kent       |     |
| 6          | Defensa        | Andrew Setefano      |     |
| 5          | Defensa        | Kaleb De Groot-Green |     |
| 3          | Defensa        | Luke Salisbury       | 59' |
| 14         | Centrocampista | Dauntae Mariner      |     |
| 12         | Centrocampista | Harry Chote          |     |
| 15         | Centrocampista | Niko Steinmetz       | 82' |
| 10         | Delantero      | Greg Siamoa          | 45' |
| 9          | Delantero      | Pharrell Trainor     | 59' |
| Entrenador | Entrenador     | Ryan Stewart         |     |

| 13 | Centrocampista | Franck Papaura | 2'  |
| 5  | Defensa        | Rainui Aroita  | 55' |
| 4  | Defensa        | Haumau Tanetoa | 69' |

| 18 | Centrocampista | Michael Leo         | 45' |
| 8  | Centrocampista | Jarvis Vaai         | 59' |
| 11 | Delantero      | Juan Gobbi          | 59' |
| 17 | Defensa        | Faiti Hamilton-Pama | 59' |
| 19 | Centrocampista | Alex Malauulu       | 82' |

| Anotado | 4'  | Matéo Degrumelle | 1 - 0 |
| Anotado | 28' | Teaonui Tehau    | 2 - 0 |

| Amonestado | 33' | Kevin Barbe     |
| Amonestado | 45' | Ariiura Labaste |
| Amonestado | 57' | Eddy Kaspard    |

| Amonestado | 25' | Taine Wilson |

| Árbitro             | Ben Auwkai       |
| Árbitros asistentes | Bernard Mutukera |
|                     | Jeffery Solodia  |
| Cuarto árbitro      | Shama Maemae     |

| 1          | Guardameta     | Joel Bartley        |     |
| 17         | Defensa        | Faiti Hamilton-Pama |     |
| 2          | Defensa        | Luke Tolo Kent      | 73' |
| 6          | Defensa        | Andrew Setefano     |     |
| 3          | Defensa        | Luke Salisbury      | 73' |
| 14         | Centrocampista | Dauntae Mariner     |     |
| 12         | Centrocampista | Harry Chote         | 62' |
| 8          | Centrocampista | Jarvis Vaai         |     |
| 15         | Centrocampista | Niko Steinmetz      |     |
| 21         | Delantero      | Kyah Cahill         | 54' |
| 9          | Delantero      | Pharrell Trainor    | 54' |
| Entrenador | Entrenador     | Ryan Stewart        |     |

| 22         | Guardameta     | Isikeli Sevanaia      |     |
| 17         | Defensa        | Filipe Baravilala     |     |
| 21         | Defensa        | Sterling Vasconcellos | 45' |
| 2          | Defensa        | Scott Wara            |     |
| 13         | Defensa        | Mosese Nabose         | 54' |
| 8          | Centrocampista | Setareki Hughes       | 84' |
| 12         | Centrocampista | Tevita Waranaivalu    |     |
| 7          | Centrocampista | Mohammed Raheem       | 73' |
| 10         | Centrocampista | Nabil Begg            |     |
| 6          | Delantero      | Thomas Dunn           |     |
| 9          | Delantero      | Roy Krishna           | 73' |
| Entrenador | Entrenador     | Robert Sherman        |     |

| 7  | Delantero      | Darcy Knight  | 54' |
| 18 | Centrocampista | Michael Leo   | 54' |
| 19 | Centrocampista | Alex Malauulu | 62' |
| 11 | Delantero      | Juan Gobbi    | 73' |
| 16 | Centrocampista | Caleb Hilbron | 73' |

| 3  | Defensa        | Gabriele Matanisiga | 45' |
| 4  | Defensa        | Ivan Kumar          | 54' |
| 5  | Centrocampista | Sitiveni Cavuilagi  | 73' |
| 15 | Centrocampista | Etonia Dogalau      | 73' |
| 14 | Delantero      | Sairusi Nalaubu     | 84' |

| Anotado | 47' | Luke Salisbury | 1 - 3 |

| Anotado          | 3'  | Setareki Hughes   | 0 - 1 |
| Anotado          | 38' | Thomas Dunn       | 0 - 2 |
| Acierto de penal | 45' | Roy Krishna       | 0 - 3 |
| Acierto de penal | 54' | Roy Krishna       | 1 - 4 |
| Anotado          | 61' | Setareki Hughes   | 1 - 5 |
| Anotado          | 64' | Filipe Baravilala | 1 - 6 |
| Anotado          | 67' | Nabil Begg        | 1 - 7 |
| Anotado          | 83' | Etonia Dogalau    | 1 - 8 |
| Anotado          | 89' | Etonia Dogalau    | 1 - 9 |

| Amonestado | 81' | Niko Steinmetz |

| Amonestado | 21' | Mohammed Raheem |
| Amonestado | 23' | Scott Wara      |
| Amonestado | 41' | Nabil Begg      |

| Árbitro             | Calvin Berg     |
| Árbitros asistentes | Jeremy Garae    |
|                     | Jeffery Solodia |
| Cuarto árbitro      | Shama Maemae    |

| 1          | Guardameta     | Joel Bartley        |     |
| 17         | Defensa        | Faiti Hamilton-Pama |     |
| 2          | Defensa        | Luke Tolo Kent      | 73' |
| 6          | Defensa        | Andrew Setefano     |     |
| 3          | Defensa        | Luke Salisbury      | 73' |
| 14         | Centrocampista | Dauntae Mariner     |     |
| 12         | Centrocampista | Harry Chote         | 62' |
| 8          | Centrocampista | Jarvis Vaai         |     |
| 15         | Centrocampista | Niko Steinmetz      |     |
| 21         | Delantero      | Kyah Cahill         | 54' |
| 9          | Delantero      | Pharrell Trainor    | 54' |
| Entrenador | Entrenador     | Ryan Stewart        |     |

| 22         | Guardameta     | Isikeli Sevanaia      |     |
| 17         | Defensa        | Filipe Baravilala     |     |
| 21         | Defensa        | Sterling Vasconcellos | 45' |
| 2          | Defensa        | Scott Wara            |     |
| 13         | Defensa        | Mosese Nabose         | 54' |
| 8          | Centrocampista | Setareki Hughes       | 84' |
| 12         | Centrocampista | Tevita Waranaivalu    |     |
| 7          | Centrocampista | Mohammed Raheem       | 73' |
| 10         | Centrocampista | Nabil Begg            |     |
| 6          | Delantero      | Thomas Dunn           |     |
| 9          | Delantero      | Roy Krishna           | 73' |
| Entrenador | Entrenador     | Robert Sherman        |     |

| 7  | Delantero      | Darcy Knight  | 54' |
| 18 | Centrocampista | Michael Leo   | 54' |
| 19 | Centrocampista | Alex Malauulu | 62' |
| 11 | Delantero      | Juan Gobbi    | 73' |
| 16 | Centrocampista | Caleb Hilbron | 73' |

| 3  | Defensa        | Gabriele Matanisiga | 45' |
| 4  | Defensa        | Ivan Kumar          | 54' |
| 5  | Centrocampista | Sitiveni Cavuilagi  | 73' |
| 15 | Centrocampista | Etonia Dogalau      | 73' |
| 14 | Delantero      | Sairusi Nalaubu     | 84' |

| Anotado | 47' | Luke Salisbury | 1 - 3 |

| Anotado          | 3'  | Setareki Hughes   | 0 - 1 |
| Anotado          | 38' | Thomas Dunn       | 0 - 2 |
| Acierto de penal | 45' | Roy Krishna       | 0 - 3 |
| Acierto de penal | 54' | Roy Krishna       | 1 - 4 |
| Anotado          | 61' | Setareki Hughes   | 1 - 5 |
| Anotado          | 64' | Filipe Baravilala | 1 - 6 |
| Anotado          | 67' | Nabil Begg        | 1 - 7 |
| Anotado          | 83' | Etonia Dogalau    | 1 - 8 |
| Anotado          | 89' | Etonia Dogalau    | 1 - 9 |

| Amonestado | 81' | Niko Steinmetz |

| Amonestado | 21' | Mohammed Raheem |
| Amonestado | 23' | Scott Wara      |
| Amonestado | 41' | Nabil Begg      |

| Árbitro             | Calvin Berg     |
| Árbitros asistentes | Jeremy Garae    |
|                     | Jeffery Solodia |
| Cuarto árbitro      | Shama Maemae    |

| 23         | Guardameta     | Paul Taupau      |     |
| 4          | Defensa        | Taine Wilson     | 70' |
| 2          | Defensa        | Luke Tolo Kent   |     |
| 6          | Defensa        | Andrew Setefano  |     |
| 3          | Defensa        | Luke Salisbury   |     |
| 14         | Centrocampista | Dauntae Mariner  |     |
| 12         | Centrocampista | Harry Chote      |     |
| 8          | Centrocampista | Jarvis Vaai      | 84' |
| 15         | Centrocampista | Niko Steinmetz   |     |
| 21         | Delantero      | Kyah Cahill      | 63' |
| 9          | Delantero      | Pharrell Trainor |     |
| Entrenador | Entrenador     | Ryan Stewart     |     |

| 28         | Guardameta     | Ronald Warisan | 63' |
| 4          | Defensa        | Alwin Komolong |     |
| 2          | Defensa        | Daniel Joe     |     |
| 3          | Defensa        | Godfrey Haro   | 70' |
| 14         | Centrocampista | Emmanuel Simon | 63' |
| 11         | Centrocampista | Yagi Yasasa    | 63' |
| 10         | Centrocampista | Kolu Kepo      |     |
| 16         | Centrocampista | Pala Paul      |     |
| 6          | Centrocampista | Ati Kepo       |     |
| 13         | Delantero      | Tommy Semmy    | 70' |
| 7          | Delantero      | Jethro Yumange |     |
| Entrenador | Entrenador     | Warren Moon    |     |

| 7  | Delantero      | Darcy Knight        | 63' |
| 17 | Defensa        | Faiti Hamilton-Pama | 70' |
| 13 | Centrocampista | Jesse Vine          | 84' |

| 1  | Guardameta     | Dave Tomare    | 63' |
| 25 | Centrocampista | Solomon Rani   | 63' |
| 8  | Delantero      | Lee Navu Faunt | 63' |
| 26 | Defensa        | Raymond Diho   | 70' |
| 18 | Centrocampista | Bruce Tiampo   | 70' |

| Anotado | 67' | Pharrell Trainor | 1 - 2 |

| Anotado | 28' | Tommy Semmy | 0 - 1 |
| Anotado | 46' | Ati Kepo    | 0 - 2 |

| Amonestado | 34' | Luke Salisbury      |
| Amonestado | 90' | Paul Taupau         |
| Amonestado | 90' | Faiti Hamilton-Pama |

| Amonestado | 42' | Emmanuel Simon |
| Amonestado | 81' | Ati Kepo       |
| Amonestado | 90' | Solomon Rani   |

| Árbitro             | Ben Aukwai      |
| Árbitros asistentes | Mark Rule       |
|                     | Jeffery Solodia |
| Cuarto árbitro      | Shama Maemae    |

| 23         | Guardameta     | Paul Taupau      |     |
| 4          | Defensa        | Taine Wilson     | 70' |
| 2          | Defensa        | Luke Tolo Kent   |     |
| 6          | Defensa        | Andrew Setefano  |     |
| 3          | Defensa        | Luke Salisbury   |     |
| 14         | Centrocampista | Dauntae Mariner  |     |
| 12         | Centrocampista | Harry Chote      |     |
| 8          | Centrocampista | Jarvis Vaai      | 84' |
| 15         | Centrocampista | Niko Steinmetz   |     |
| 21         | Delantero      | Kyah Cahill      | 63' |
| 9          | Delantero      | Pharrell Trainor |     |
| Entrenador | Entrenador     | Ryan Stewart     |     |

| 28         | Guardameta     | Ronald Warisan | 63' |
| 4          | Defensa        | Alwin Komolong |     |
| 2          | Defensa        | Daniel Joe     |     |
| 3          | Defensa        | Godfrey Haro   | 70' |
| 14         | Centrocampista | Emmanuel Simon | 63' |
| 11         | Centrocampista | Yagi Yasasa    | 63' |
| 10         | Centrocampista | Kolu Kepo      |     |
| 16         | Centrocampista | Pala Paul      |     |
| 6          | Centrocampista | Ati Kepo       |     |
| 13         | Delantero      | Tommy Semmy    | 70' |
| 7          | Delantero      | Jethro Yumange |     |
| Entrenador | Entrenador     | Warren Moon    |     |

| 7  | Delantero      | Darcy Knight        | 63' |
| 17 | Defensa        | Faiti Hamilton-Pama | 70' |
| 13 | Centrocampista | Jesse Vine          | 84' |

| 1  | Guardameta     | Dave Tomare    | 63' |
| 25 | Centrocampista | Solomon Rani   | 63' |
| 8  | Delantero      | Lee Navu Faunt | 63' |
| 26 | Defensa        | Raymond Diho   | 70' |
| 18 | Centrocampista | Bruce Tiampo   | 70' |

| Anotado | 67' | Pharrell Trainor | 1 - 2 |

| Anotado | 28' | Tommy Semmy | 0 - 1 |
| Anotado | 46' | Ati Kepo    | 0 - 2 |

| Amonestado | 34' | Luke Salisbury      |
| Amonestado | 90' | Paul Taupau         |
| Amonestado | 90' | Faiti Hamilton-Pama |

| Amonestado | 42' | Emmanuel Simon |
| Amonestado | 81' | Ati Kepo       |
| Amonestado | 90' | Solomon Rani   |

| Árbitro             | Ben Aukwai      |
| Árbitros asistentes | Mark Rule       |
|                     | Jeffery Solodia |
| Cuarto árbitro      | Shama Maemae    |